# Doxocopa lavinia
Doxocopa lavinia är en fjärilsart som beskrevs av Butler 1866. Doxocopa lavinia ingår i släktet Doxocopa och familjen praktfjärilar. Inga underarter finns listade i Catalogue of Life.

## Bildgalleri

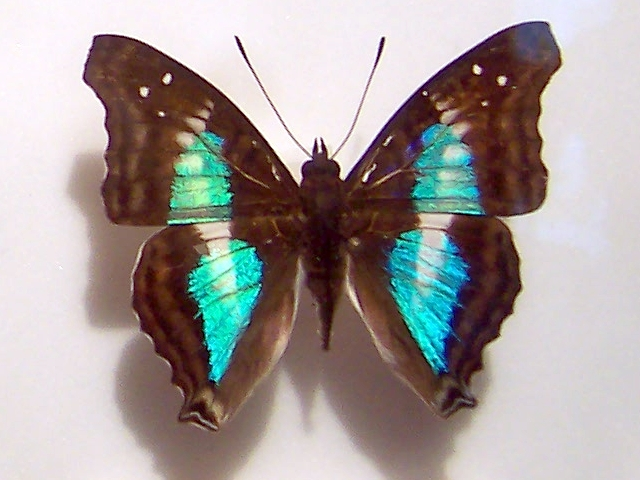
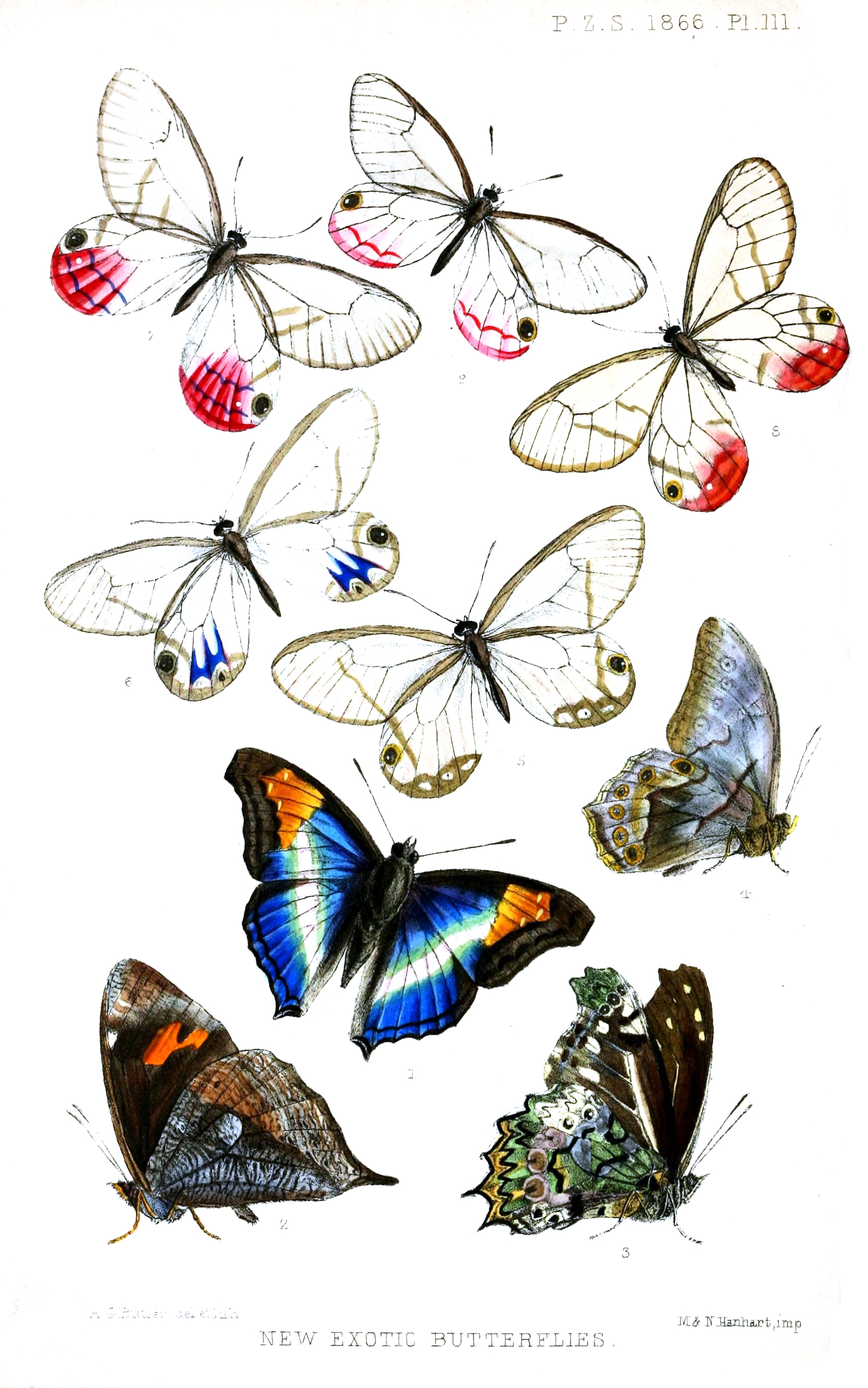